# Carlo III d'Elbeuf
Carlo di Lorena (Parigi, 1620 – Parigi, 4 maggio 1692) fu il terzo Duca d'Elbeuf e membro del Casato di Lorena.
Succedette a suo padre Carlo II, duca d'Elbeuf, al Ducato-Pari d'Elbeuf. Sua madre era una figlia illegittima di Enrico IV di Francia e Gabrielle d'Estrées. Fu anche un Pari di Francia, così come duca titolare di Guisa, Conte di Harcourt, Lillebonne e Rieux.

## Biografia
Era il figlio maggiore di Carlo di Lorena, Duca d'Elbeuf, e di sua moglie Caterina Enrichetta di Borbone, Légitimée de France, figlia legittimata di Enrico IV di Francia e Gabrielle d'Estrées. 
Membro del Casato di Guisa fondato da Claudio I di Guisa, fu un Principe di Lorena, come discendente in linea maschile di Renato II, Duca di Lorena. 
I cugini paterni di primo grado includono lo Chevalier de Lorraine (amante di Filippo I, Duca d'Orléans), il Conte d'Armagnac; i cugini materni includono Luigi XIV di Francia e il summenzionato Duca d'Orléans.
Era noto come il Conte d'Harcourt-Elbeuf mentre suo padre era ancora in vita; intorno al 1650, si designò come prince d'Harcourt, essendo la contea d'Harcourt controllata da suo padre. Prestò servizio in Italia (1641) e Piccardia (1642) sotto il comando di suo zio Henri, Conte d'Harcourt. Carlo partecipò alla Guerra dei trent'anni; fu con le Grand Condé (poi Duca d'Enghien) alla famosa vittoria di Rocroi nel 1643. Fu anche un elemento delle battaglie di Thionville ae Sierck, così come all'assedio di Gravelines (1644); combatté in seguito nella Battaglia di Nördlingen (1645) oltre che a Treviri. 
Alla morte di suo padre nel novembre 1657, diventò duc d'Elbeuf e Pari di Francia. Successivamente al 1661, Luigi XIV iniziò il suo "regno personale" e nominò Carlo Governatore Generale della Piccardia e d'Artois, un ufficio che suo padre aveva occupato in precedenza. 
Si sposò tre volte ed ebbe numerosi figli legittimi. Morì a Parigi nel 1692. Fu sepolto nella chiesa del convento dei Giacobini a Parigi. Gli successe il terzo dei suoi figli che gli erano sopravvissuti, Henri

## Figli
Carlo si sposò tre volte: 
sposò il 7 marzo 1648 Anne Élisabeth de Lannoy (1626–1654), figlia di Charles de Lannoy, dalla quale ebbe:
- Anna Elisabetta di Lorena, Mademoiselle d'Elbeuf (6 agosto 1649–5 agosto 1714), che sposò Carlo Enrico di Lorena, un lontano cugino e figlio illegittimo di Carlo III, Duca di Lorena, ed ebbe figli;
- Carlo di Lorena, Chevalier d'Elboeuf[1] (2 novembre 1650–1690), celibe;

In seconde nozze sposò Élisabeth de La Tour d'Auvergne (figlia del Duca di Bouillon e sorella di Goffredo Maurizio de La Tour d'Auvergne) il 25 agosto 1684 dalla quale ebbe sei figli:
- Enrico Federico di Lorena, Conte d'Islebonne[1] (26 gennaio 1657–21 ottobre 1666) morì nell'infanzia;
- Maria Eleonora di Lorena (24 febbraio 1658–marzo 1731), badessa di Saint Jacques;[4][5]
- Maria Francesca di Lorena (5 maggio 1659–?), badessa di Saint Germaine;
- Enrico di Lorena, duca d'Elbeuf (7 agosto 1661–17 maggio 1748), che sposò Charlotte de Rochechouart de Mortemart, figlia di Louis Victor de Rochechouart, Duca di Mortemart, nipote di Madame de Montespan ed ebbe figli;
- Luigi di Lorena, abate d'Orcamp (18 settembre 1662–4 febbraio 1693), ebbe figli illegittimi;
- Emanuele Maurizio di Lorena, duca d'Elbeuf (30 dicembre 1677–17 luglio 1763), sposatosi due volte senza figli; alla sua morte il Ducato d'Elbeuf passò a Carlo Eugenio di Lorena, prince de Lambesc;

In terze nozze sposò Françoise de Navailles il 25 agosto 1684, dalla quale ebbe: 
- Susanna Enrichetta di Lorena (1º febbraio 1686–19 ottobre 1710), che sposò Ferdinando Carlo Gonzaga, Duca di Mantova, senza figli;
- Luisa Anna di Lorena, Principessa di Navailles[1] (10 luglio 1689–1762) nubile.

Carlo ebbe anche tre figli illegittimi, tra i quali Charles bâtard de Lorraine (1645–1708), senza figli sopravvissuti.

## Ascendenza
|                              |                            |                                    | Genitori                       |  |  | Nonni |  |  | Bisnonni         |  |  | Trisnonni       |  |
|                              |                            |                                    |                                |  |  |       |  |  | René II d'Elbeuf |  |  | Claude de Guise |  |
|                              |                            |                                    |                                |  |  |       |  |  | René II d'Elbeuf |  |  | Claude de Guise |  |
|                              |                            | Antoinette de Bourbon-Vendôme      |                                |  |  |       |  |  | René II d'Elbeuf |  |  |                 |  |
| Charles I d'Elbeuf           |                            |                                    |                                |  |  |       |  |  | René II d'Elbeuf |  |  |                 |  |
|                              |                            | Louise de Rieux                    | Claude de Rieux                |  |  |       |  |  |                  |  |  |                 |  |
|                              |                            | Louise de Rieux                    | Claude de Rieux                |  |  |       |  |  |                  |  |  |                 |  |
|                              |                            | Louise de Rieux                    | Suzanne de Bourbon-Montpensier |  |  |       |  |  |                  |  |  |                 |  |
| Charles II d'Elbeuf          |                            | Louise de Rieux                    |                                |  |  |       |  |  |                  |  |  |                 |  |
|                              |                            | Léonor Chabot                      | Philippe de Chabot             |  |  |       |  |  |                  |  |  |                 |  |
|                              |                            | Léonor Chabot                      | Philippe de Chabot             |  |  |       |  |  |                  |  |  |                 |  |
|                              |                            | Léonor Chabot                      | Françoise de Longwy            |  |  |       |  |  |                  |  |  |                 |  |
| Marguerite de Chabot         |                            | Léonor Chabot                      |                                |  |  |       |  |  |                  |  |  |                 |  |
|                              |                            | Françoise de Rye                   | Joachim de Rye                 |  |  |       |  |  |                  |  |  |                 |  |
|                              |                            | Françoise de Rye                   | Joachim de Rye                 |  |  |       |  |  |                  |  |  |                 |  |
|                              |                            | Françoise de Rye                   | Antoinette de Longvy           |  |  |       |  |  |                  |  |  |                 |  |
| Charles III d'Elbeuf         |                            | Françoise de Rye                   |                                |  |  |       |  |  |                  |  |  |                 |  |
|                              | Antoine de Bourbon-Vendôme | Charles IV de Bourbon-Vendôme      |                                |  |  |       |  |  |                  |  |  |                 |  |
|                              | Antoine de Bourbon-Vendôme | Charles IV de Bourbon-Vendôme      |                                |  |  |       |  |  |                  |  |  |                 |  |
|                              | Antoine de Bourbon-Vendôme | Françoise d'Alençon                |                                |  |  |       |  |  |                  |  |  |                 |  |
| Henri IV de France           | Antoine de Bourbon-Vendôme |                                    |                                |  |  |       |  |  |                  |  |  |                 |  |
|                              |                            | Jeanne III de Navarre              | Henri II de Navarre            |  |  |       |  |  |                  |  |  |                 |  |
|                              |                            | Jeanne III de Navarre              | Henri II de Navarre            |  |  |       |  |  |                  |  |  |                 |  |
|                              |                            | Jeanne III de Navarre              | Marguerite d'Angoulême         |  |  |       |  |  |                  |  |  |                 |  |
| Catherine de Bourbon-Vendôme |                            | Jeanne III de Navarre              |                                |  |  |       |  |  |                  |  |  |                 |  |
|                              |                            | Antoine d'Estrées                  | Jean I d'Estrées               |  |  |       |  |  |                  |  |  |                 |  |
|                              |                            | Antoine d'Estrées                  | Jean I d'Estrées               |  |  |       |  |  |                  |  |  |                 |  |
|                              |                            | Antoine d'Estrées                  | Catherine de Bourbon-Vendôme   |  |  |       |  |  |                  |  |  |                 |  |
| Gabrielle d'Estrées          |                            | Antoine d'Estrées                  |                                |  |  |       |  |  |                  |  |  |                 |  |
|                              |                            | Françoise Babou de La Bourdaisière | Jean Babou de La Bourdaisère   |  |  |       |  |  |                  |  |  |                 |  |
|                              |                            | Françoise Babou de La Bourdaisière | Jean Babou de La Bourdaisère   |  |  |       |  |  |                  |  |  |                 |  |
|                              |                            | Françoise Babou de La Bourdaisière | Françoise Robertet             |  |  |       |  |  |                  |  |  |                 |  |
|                              |                            | Françoise Babou de La Bourdaisière |                                |  |  |       |  |  |                  |  |  |                 |  |